# Ashland (Ohio)
Ashland – miasto w Stanach Zjednoczonych, w hrabstwie Ashland, w stanie Ohio.
Liczba mieszkańców w 2000 roku wynosiła 21 308.

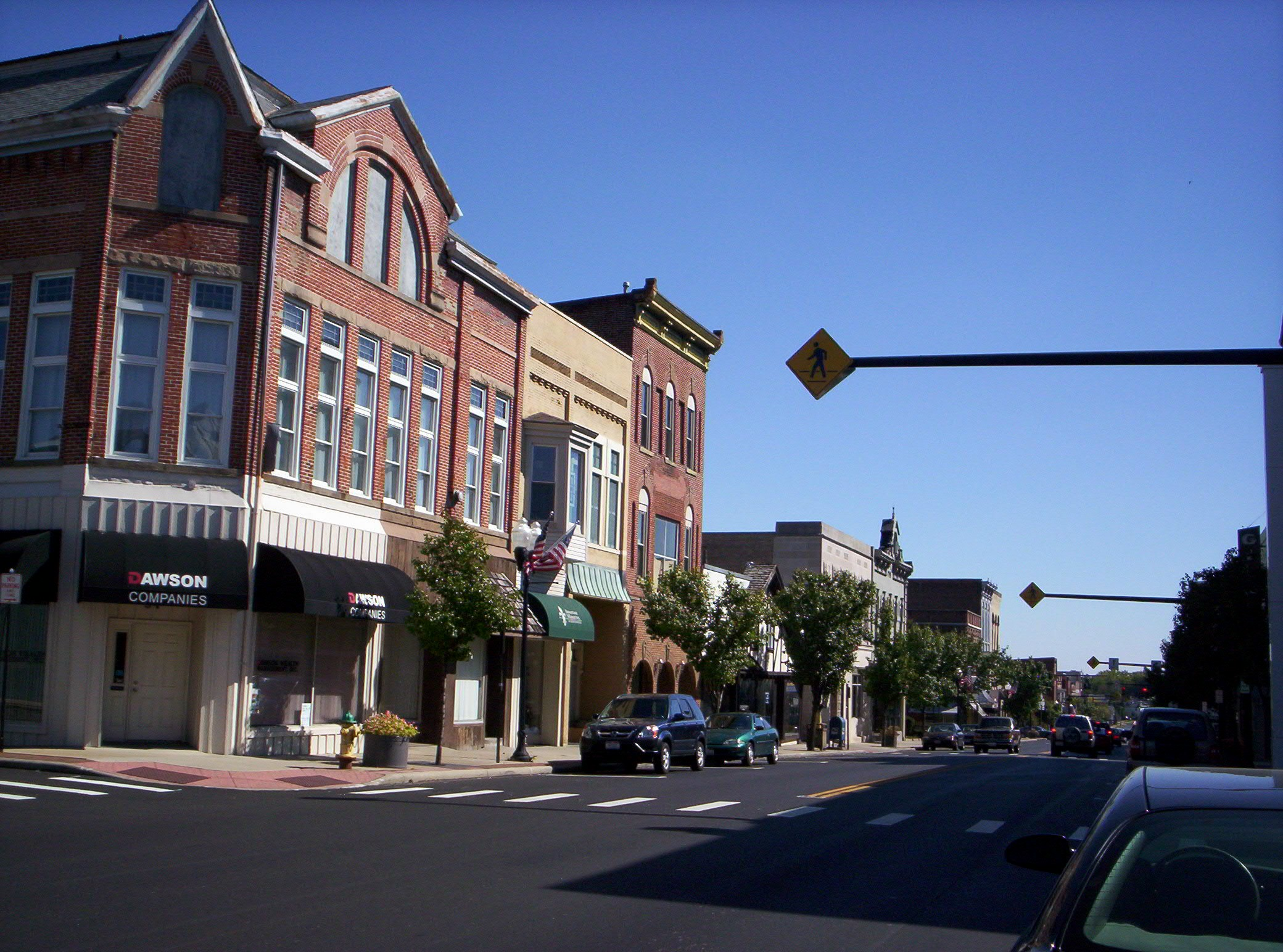
East Main Street w centrum Ashland (2007)
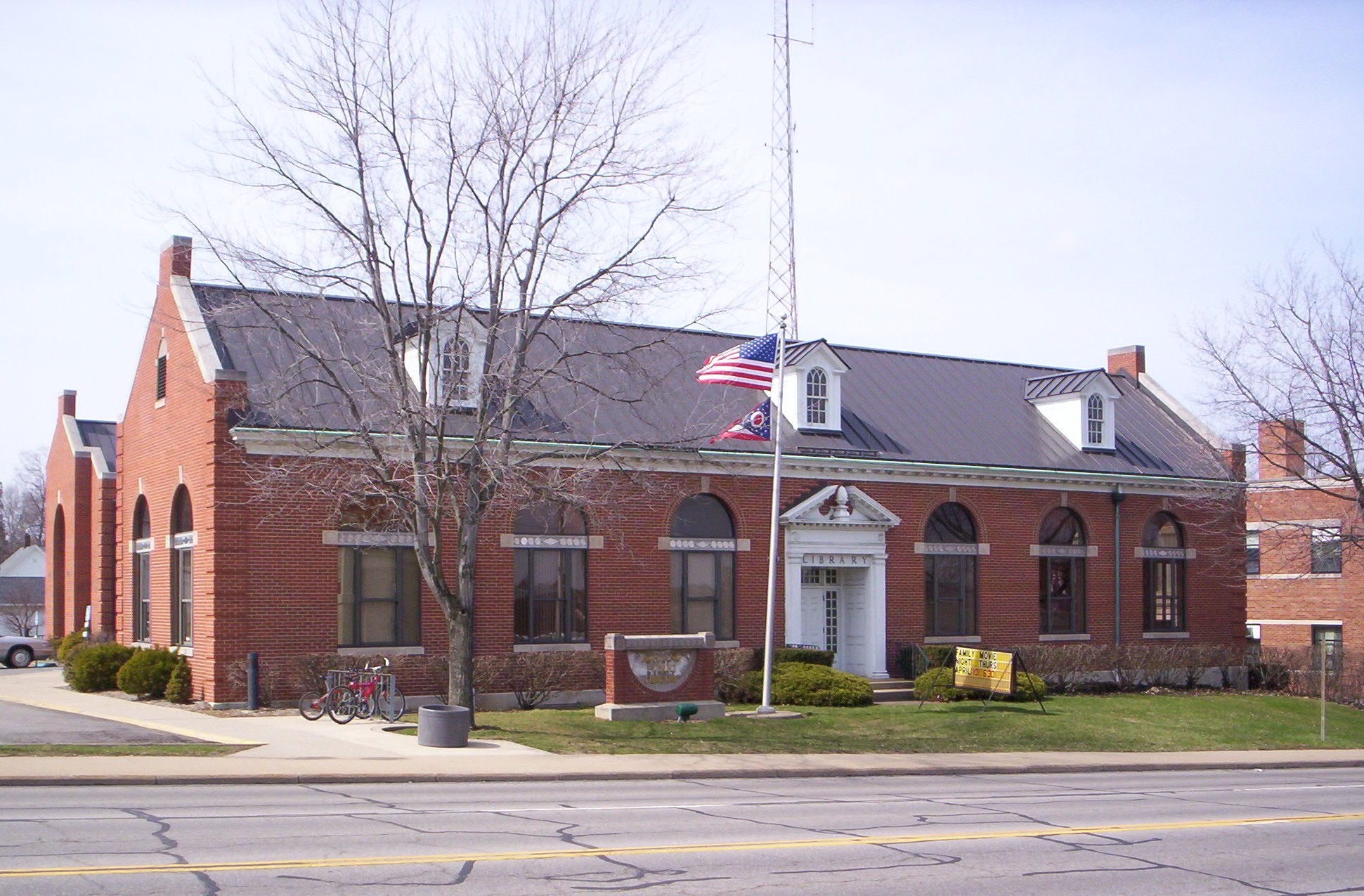
Publiczna biblioteka